# ダイオーショッピングプラザ
株式会社ダイオーショッピングプラザは、横浜市青葉区に本社をおき、同区を中心にかつて展開していたショッピングセンター。1992年よりラオックス傘下となり、ロゴマークもラオックスLaOXと同じ書体のDaIOに変わった。
本体では家電、自転車、生活用品、玩具、雑貨などを取り扱っていた。また、テナントとして食品スーパーや98円均一ショップなどを入居させていた。
最後の店舗となったあざみ野店は2005年3月閉店。その後は、同店などの不動産賃貸業を行っていた。2007年に保有不動産の売却を行った後は休眠会社となり、2014年6月末に解散を決議。清算手続きに移行した。

## かつての店舗
- あざみ野店
- 鴨居店（創業一号店）
- 霧が丘店→ドンキホーテ東名横浜インター店
- たまプラーザ店→あざみ野店開店に伴い閉店（移転）
- 新横浜流通センター →ラオックス新横浜デポ
- 綱島店
- 鶴見店
- 輸入車店→がんこ亭（ラーメン屋）

他

## 旧あざみ野店について
開店当初は旧本館（地下1階地上2階、3階以上は賃貸マンション）で家電、家具を扱っていた。向かい側の敷地に駐車場、プレハブ造りのDIY、雑貨館ができた。その後、周辺のテナントビルにも店舗を構えたが、プレハブ店舗は取り壊され、「A&A館」と称する新本館が完成した。地下は2層の駐車場、地上3階、屋上階は地形の関係で完成当初は裏道より直接乗り入れられる駐車場となっていた。ラオックスの傘下になってからは、パソコン販売を拡充し、一時期「コンピュータ館」と称する別館があった。また、小規模ではあったが自作PCパーツも扱っていた。最盛期にはカラオケ店、飲食店街、住宅リフォーム展示場もあった。各館の変遷は
- 旧本館×→1号館→ユータカラヤ→取り壊し（現ドラッグストア）
- スポーツ館→コンピュータ館→閉店（現メガネスーパー）
- ピットインDaIO（カー用品）×→取り壊し（現マンション）
- DIY雑貨館→閉店（現均一ショップ）
- メディア館（CDショップ）×→携帯電話&PHS→自転車館→取り壊し（現河合塾あざみ野校）

顧客に対しては、懸賞付き特売ハガキを送付。月1回の抽選会で、金券と称する買い物券などの景品があった。ポイントカードはなかったが、会員証提示で商品によっては金券でのキャッシュバックがあった。

## 旧あざみ野店に入居していたテナント
- 宝飾店
- メガネ店
- ユータカラヤ
- 98円均一ショップ
- 金券ショップ
- ホワイト急便
- 焼肉Azami→安楽亭（閉店）

## 旧あざみ野店本館閉店後に入居したテナント
- 1階：成城石井 →ドコモショップ（閉店）
- 2階：WOW'D（ワウディー） → アスリエ → LEALEA
- 3階：ゆう遊空間 - コミック&ネットカフェ

## 旧霧が丘店閉店後に入居したテナント
- 本館→ドンキホーテ
- カー用品館→イエローハット→BUBU MITSUOKA
- 安楽亭
- ペット館→きりがおか動物病院

## 旧鴨居店閉店後に入居したテナント
- 本館→ユニクロ→ブックオフ
- コンピューター館→リバティイハウス→TSUTAYA